# CJAD
CJAD est une station de radio de langue anglaise qui diffuse à Montréal, Québec sur la bande AM à la fréquence 800 kHz et appartient à Bell Media.

## Histoire
Fondée par Joseph-Arthur Dupont en 1945, les lettres JAD s'inspirent des initiales de son fondateur. 
Une station CJAD-FM fut fondée en 1948, mais elle a disparu pendant les années 1950, puis elle a été recréée en 1962 sous le nom de CJFM-FM. La programmation de CJFM est différente de celle de la CJAD depuis 1976. 
En 1998, les quatre tours de diffusion de CJAD se sont écroulées lors du grand verglas de 1998. La station s'était alors organisée pour diffuser sur 1410 et 990 jusqu'à ce que les tours soient remplacées.

Logo de CJAD de 2002-2011.

Le 16 mars 2012, Bell Canada (BCE) annonce son intention de faire l'acquisition d'Astral Media, incluant le CJAD, pour 3,38 milliards de dollars. La transaction a été refusée par le CRTC. Bell Canada a alors déposé une nouvelle demande le 4 mars 2013, qui a été approuvée le 27 juin 2013.
Depuis 2016, CJAD est maintenant sur HD Radio en CITE-HD2.
Le 2 février 2021, la salle des nouvelles de la station est abolie dans le cadre d'une vague de suppressions de postes à travers les propriétés de Bell Média un peu partout au pays,. À partir de ce jour, c'est la salle des nouvelles de CTV News Montreal qui alimentera les bulletins d'informations de CJAD. Des émissions en soirée sont également annulées à la suite de ces compressions comme Nightside (animée par Jon Pole et diffusée à 20 h) et Passion (animée par la Dr Laurie Betito).

## Programmes
Une grande partie des programmes quotidiens de CJAD sont des talk-shows qui discutent des nouvelles locales et internationales, ainsi que diverses autres matières. CJAD diffuse un bulletin d'information toutes les 30 minutes de 5 h 30 à 23 h 30 sur les nouvelles locales et internationales. Toute la nuit, la radio diffuse un journal chaque heure. Puis, un flash trafic chaque quart d'heure.

## Animateurs vedettes
- George Balcan
- Avril Benoit
- Ted Blackman
- Joe Cannon
- Kevin Holden
- Melanie King
- Rick Leckner
- Trudie Mason
- Neil McKenty
- John Moore
- Aaron Rand
- Tommy Schnurmacher
- Joseph A. Schwarcz
- Gord Sinclair
- Bernard St-Laurent